# Canton de Nevers-3
Le canton de Nevers-3 est une circonscription électorale française du département de la Nièvre.

## Histoire
Un nouveau découpage territorial de la Nièvre entre en vigueur à l'occasion des élections départementales de 2015. Il est défini par le décret du 18 février 2014, en application des lois du 17 mai 2013 (loi organique 2013-402 et loi 2013-403). Les conseillers départementaux sont, à compter de ces élections, élus au scrutin majoritaire binominal mixte. Les électeurs de chaque canton élisent au Conseil départemental, nouvelle appellation du Conseil général, deux membres de sexe différent, qui se présentent en binôme de candidats. Les conseillers départementaux sont élus pour 6 ans au scrutin binominal majoritaire à deux tours, l'accès au second tour nécessitant 12,5 % des inscrits au 1er tour. En outre la totalité des conseillers départementaux est renouvelée. Ce nouveau mode de scrutin nécessite un redécoupage des cantons dont le nombre est divisé par deux avec arrondi à l'unité impaire supérieure si ce nombre n'est pas entier impair, assorti de conditions de seuils minimaux. Dans la Nièvre, le nombre de cantons passe ainsi de 32 à 17.
Le canton de Nevers-3 est formé de communes des anciens cantons de Nevers-Sud (1 commune) et d'Imphy (2 communes) et d'une fraction de la commune de Nevers. Il est entièrement inclus dans l'arrondissement de Nevers. Le bureau centralisateur est situé à Nevers.

## Représentation
| Période élective | Période élective | Mandat       | Mandat                   | Identité        | Nuance | Nuance | Qualité |
| ---------------- | ---------------- | ------------ | ------------------------ | --------------- | ------ | ------ | --- |
| 2015             | 2021             | 2015         | 2021                     | Carole Boirin   |        | LR     | Avocate Conseillère municipale de Nevers (2008-2014) |
| 2015             | 2021             | 2015         | janvier 2019 (démission) | Daniel Rostein  |        | LR     | Médecin ORL Conseiller général du canton de Nevers-Centre (2001-2015)                                                                                        |
| 2015             | 2021             | janvier 2019 | en cours                 | Pierre Bisschop |        | DVD    | Agriculteur à Challuy |
| 2021             | 2028             | 2021         | en cours                 | Martine Gaudin  |        | PS     | Enseignante retraitée, Nevers |
| 2021             | 2028             | 2021         | en cours                 | Wilfrid Séjeau  |        | EELV   | Gérant de librairies à Nevers, ancien conseiller municipal de Guérigny, ancien conseiller régional de Bourgogne 4ème Vice-Président du conseil départemental |

### Résultats détaillés

#### Élections de mars 2015
À l'issue du 1er tour des élections départementales de 2015, deux binômes sont en ballottage : Carole Boirin et Daniel Rostein (UMP, 26,07 %) et Roland Ducout et Anaïs Lyon (FN, 20,27 %). Le taux de participation est de 45,63 % (3 640 votants sur 7 977 inscrits) contre 53,03 % au niveau départemental et 50,17 % au niveau national.
Au second tour, Carole Boirin et Daniel Rostein (UMP) sont élus avec 71 % des suffrages exprimés et un taux de participation de 44,74 % (2 061 voix pour 3 569 votants et 7 977 inscrits).

#### Élections de juin 2021
Le premier tour des élections départementales de 2021 est marqué par un très faible taux de participation (33,26 % au niveau national). Dans le canton de Nevers-3, ce taux de participation est de 30,93 % (2 402 votants sur 7 766 inscrits) contre 34,28 % au niveau départemental. À l'issue de ce premier tour, deux binômes sont en ballottage : Martine Gaudin et Wilfrid Séjeau (Union à gauche avec des écologistes, 38,51 %) et Philippe Cordier et Mireille Gaudion (DVC, 31,89 %).
Le second tour des élections est marqué une nouvelle fois par une abstention massive équivalente au premier tour. Les taux de participation sont de 34,36 % au niveau national, 37,18 % dans le département et 33,35 % dans le canton de Nevers-3. Martine Gaudin et Wilfrid Séjeau (Union à gauche avec des écologistes) sont élus avec 50,79 % des suffrages exprimés (1 155 voix pour 2 591 votants et 7 769 inscrits),,.

## Composition
| Nom                            | Code Insee | Intercommunalité | Superficie (km2) | Population (dernière pop. légale)               | Densité (hab./km2) | Modifier                                    |
| ------------------------------ | ---------- | ---------------- | ---------------- | ----------------------------------------------- | ------------------ | ------------------------------------------- |
| Nevers (bureau centralisateur) | 58194      | CA de Nevers     | 17,33            | Fraction : 9 150 (2022) Commune : 33 172 (2022) | 1 914              | modifier les données · modifier les données |
| Challuy                        | 58051      | CA de Nevers     | 18,89            | 1 468 (2022)                                    | 78                 | modifier les données · modifier les données |
| Gimouille                      | 58126      | CA de Nevers     | 14,26            | 414 (2022)                                      | 29                 | modifier les données · modifier les données |
| Saincaize-Meauce               | 58225      | CA de Nevers     | 21,48            | 364 (2022)                                      | 17                 | modifier les données · modifier les données |
| Canton de Nevers-3             | 5813       |                  |                  | 11 396 (2022)                                   |                    | modifier les données                        |

Le canton de Nevers-3 comprend :
1. trois communes entières,
2. la partie de la commune de Nevers non incluse dans les cantons de Nevers-1, Nevers-2 et Nevers-4.

## Démographie
En 2022, le canton comptait 11 396 habitants, en évolution de +1,43 % par rapport à 2016 (Nièvre : −3,28 %, France hors Mayotte : +2,11 %).
| 2013   | 2018   | 2022   |
| ------ | ------ | ------ |
| 11 945 | 11 289 | 11 396 |